# Sperlingsholm
Sperlingsholm (tidigare  Klackerup) är ett gods i Övraby socken i Halmstads kommun, som efter 1648 blivit namngivet efter ätten Sperling. Sperlingsholm ligger strax utanför Halmstad, vid Nissan.

## Slottet
Ett "Contract om uppförandet af Corps de Logi vid säteriet i Sperlingsholm i Halland" upprättades mellan byggnadsentreprenören And. Sundström och Carl Adam Wrangel af Adinal och sonen Henning Gustav Wrangel daterat 24 november 1810. Entreprenadsumman var 2000 riksdaler banco. 
Huvudbyggnaden är uppförd 1812 i nyantik stil efter ritningar av arkitekt Gustaf af Sillén. Den består av ett mittparti i två våningar och sammanhängande envåningsflyglar. På entablementet till prostylen av granit framför huvudingången finns två bronsmedaljonger med byggherren Henning Gustav Wrangel och hans maka Hedda Wrangel, född Lewenhaupt. Huvudbyggnaden omges av en park. 
Efter hand kompletterades anläggningen med ekonomibyggnader, lusthus och en trädgårdsmästarbostad. Kvar finns ett större magasin från 1789 uppfört i tegel, en ladugård i tegel från 1891 då flera sådana uppfördes, ett ridhus från 1800-talet, f.d. skolhus, arbetarbostäder, kusk- och stallmästarbostad.

## Historia

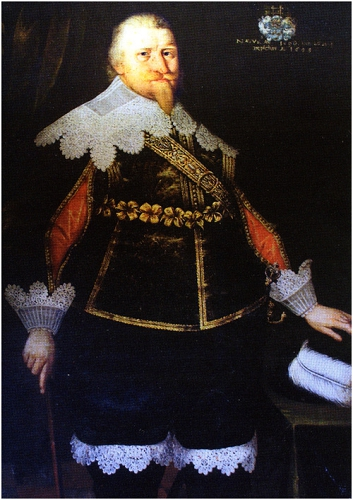
Caspar Otto Sperling.

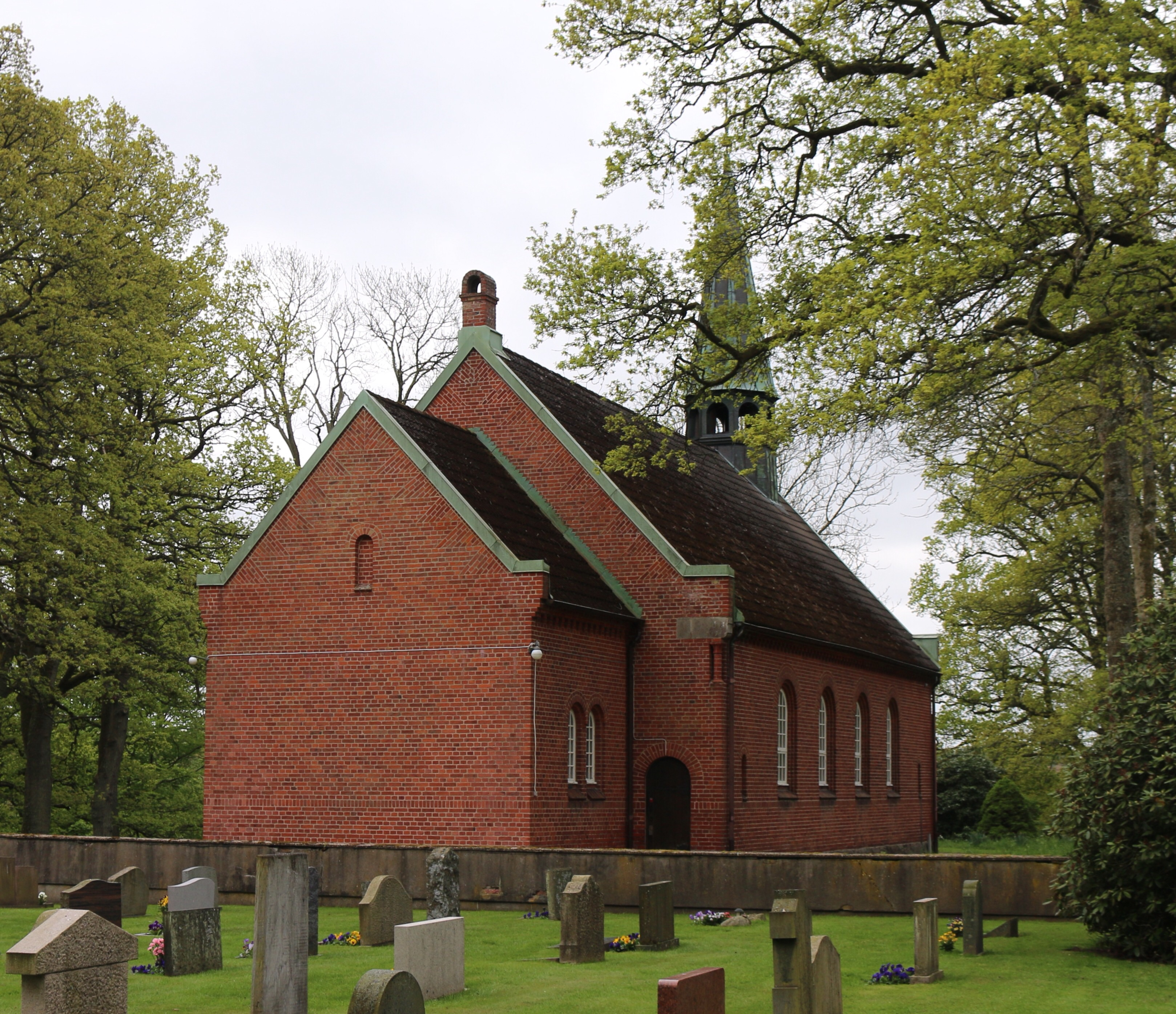
Sperlingsholms kyrka, invigd 1909

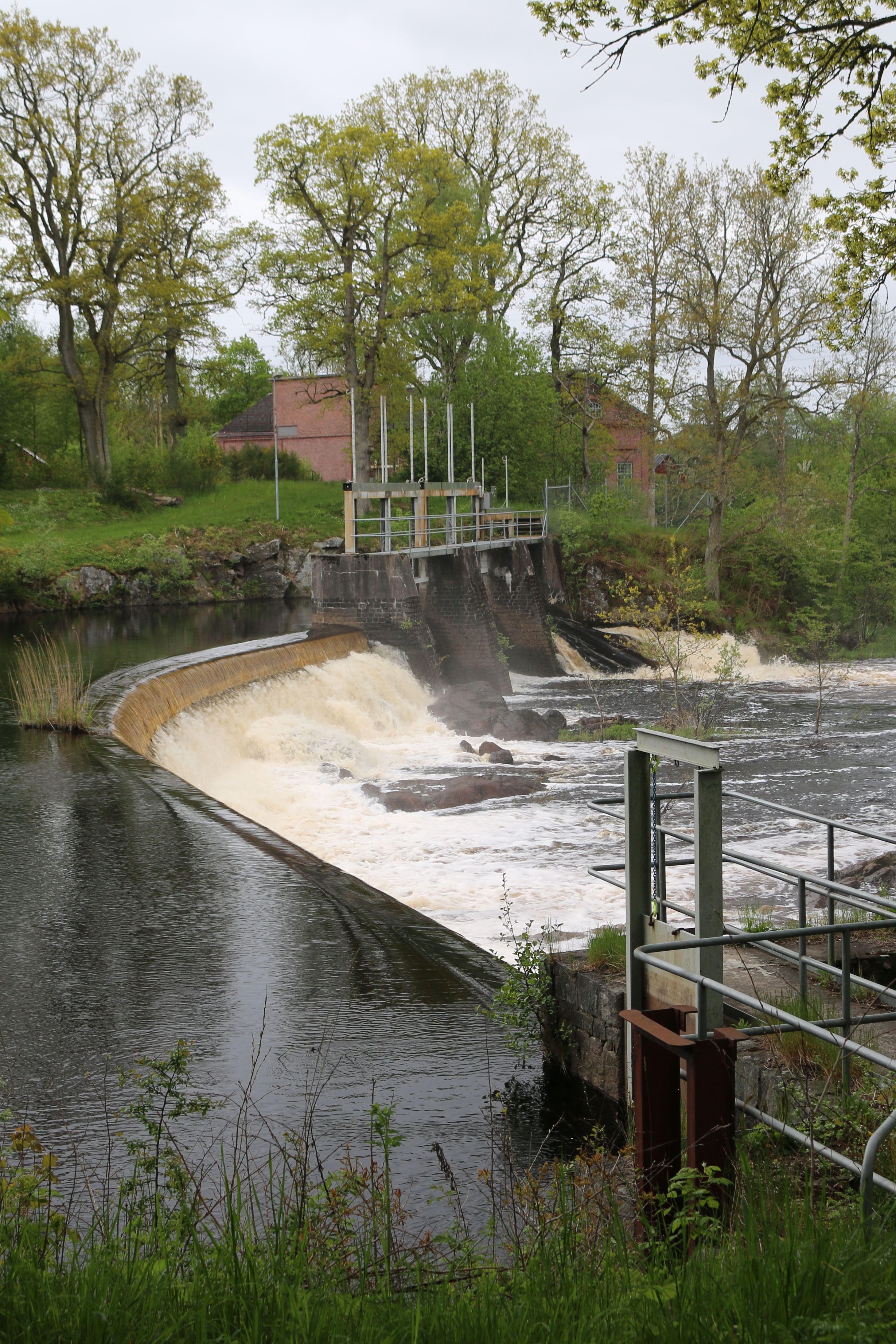
Sperlingsholms kraftverk, invigt 1906

Klackerups först kände innehavare är Arved Knudsen Ribbing omnämnd 1290. År 1302 omnämns Sigvid Ribbing som arvtagare till godset. Lunds domkapitel står som innehavare av godset från 1344 fram till 1536 då detsamma dras in till den danska kronan. Omkring 1550 erhåller Joseph Andersen Falster Klackerup i förläning.
År 1581 förvärvar Poul Ottosen Huitfeldt godset med sätesfrihet av danska kronan, varefter det stannar i släkten  Huitfeldt till 1606 då Sivert Beck förvärvar Klackerup genom köp. Lisbet Stensdatter Bille ärver egendomen 1621 och säljer densamma 1648 till Hallands förste svenske guvernör, friherre Caspar Otto Sperling. Efter Sperling får godset sitt namn Sperlingsholm.
Sperling bildade 1648 en godssamling genom förvärv av sätesgården Snidstrup (Snöstorp), Frennarp, Klackerup, samt 78 ytterligare gårdar. Den nya sätesgården förlades till byn Klackerups ägor norr om Nissan. Caspar Otto Sperling lät i början av 1650-talet uppföra en huvudbyggnad samt ekonomibyggnader omgivna av en vallgrav. Kvar av dessa är huvudbyggnaden, "Gammelgård", en kraftig timmerbyggnad i ett och ett halvt plan på en uppmurad källare med metertjocka murar samt kryss- och tunnvalv.
Godset tillhörde sedan sonen Göran Sperling och dennes änka fram till 1747, varefter det 1748 löstes av fältmarskalken Georg Bogislaus Staël von Holstein (gift med Görans dotterdotter), men samma år såldes godset till dennes svåger, sedermera fältmarskalken Carl Henrik Wrangel.
Det ärvdes 1755 av yngste sonen Georg Gustaf Wrangel ("Brännvins-Wrangel"), som, när han 1789 lämnade landet, överlät Sperlingsholm till sin brorson Carl Adam Wrangel af Adinal. Denne skänkte det 1810 tillsammans med Araslöv i Skåne till sin son, Henning Gustav Wrangel. Eftersom han var barnlös, ärvdes det 1833 av hans kusiner Malcolm och Hugo Hamilton. Dessa fick ekonomiska problem och 1866 såldes Sperlingsholm till kammarherre Carl Johan Gammal Kuylenstierna. Inför försäljningen presenterades ett prospect som angav den totala arealen till 22 000 tunnland. Av dessa utgjorde åker och odlad mark till 4 500 tunnland, ängsmark 4 500 tunnland och resten var skog och utmark. Själva sätesgården omfattade 400 tunnland odlad jord och 300 tunnland ängsmark.
Carl Johan köpte godset Sperlingsholm för 850 000 riksdaler. Han var inte okänd i trakten eftersom han redan var ägare till Susegården, Marielund och Fröslida gård. Å 1888 gav han egendomen till sin ende son, Carl Sebastian Kuylenstierna som bidrog med en stor del av byggnationen på Nyhem. År 1948 överlämnades gården till sonen Wilhelm Kuylenstierna. Carl Sebastian avled 14 mars 1949. Därefter övertogs gården 1974 av Nils Kuylenstierna (född 1947), då Wilhelm Kuylenstiernas äldste son Carl-Otto valt en annan livsbana. Släkten finns fortfarande kvar på godset.
En av skådespelerskan Kate Winslets anfäder på hennes fars sida arbetade som hästskötare på godset i början på artonhundratalet.
Sperlingsholms järnvägsstation utmed Halmstad-Nässjöbanan invigdes 1877. Stationen nedklassades till håll- och lastplats 1926 och lades ner 1968.
Carl Sebastian och hustrun Greta f. Rydman lät 1907 uppföra Sperlingsholms kyrka. Den togs i bruk julafton 1909 och var i familjen Kuylenstiernas ägo fram till 1970. Då skänktes kyrkan till Svenska Kyrkan.
Sperlingsholms kraftverk i Nissan uppfördes 1904-1906. På platsen har tidigare legat en kvarn.